# Biloto
Biloto is een bestuurslaag in het regentschap Timor Tengah Selatan van de provincie Oost-Nusa Tenggara, Indonesië. Biloto telt 1642 inwoners (volkstelling 2010).